# 光長寺
光長寺（こうちょうじ）は、静岡県沼津市にある法華宗本門流の大本山。塔頭が五坊ある（南之坊、西之坊、辻之坊、東之坊、山本坊）。

## 沿革・歴史
創建は1276年（建治2年）とされ、日蓮を開山、日春と日法の2名を「同時二祖」としている。鷲山寺（千葉県茂原市）、本能寺（京都市）、本興寺（尼崎市）とともに法華宗本門流の四大本山の一である。

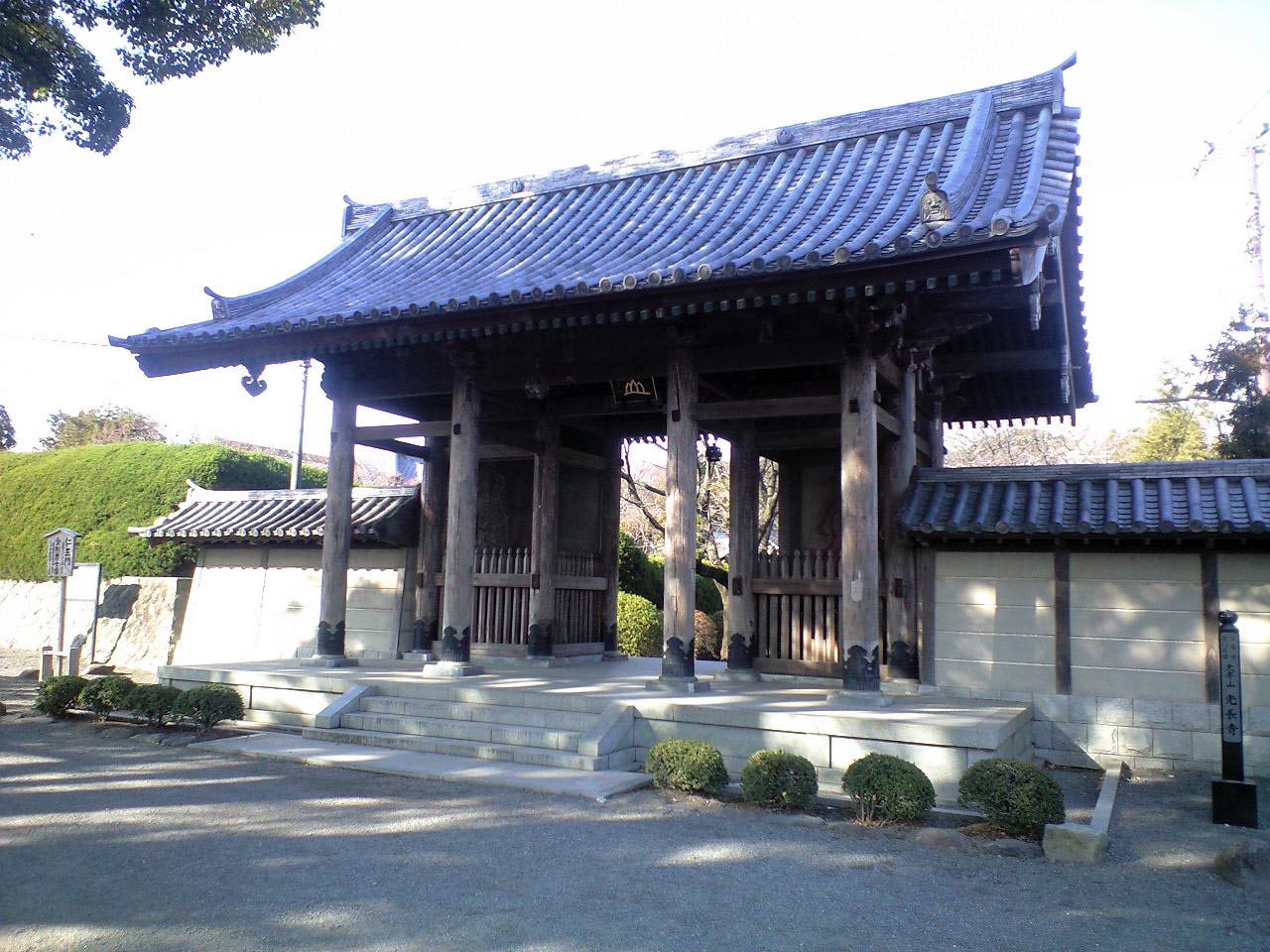
山門（二王門）
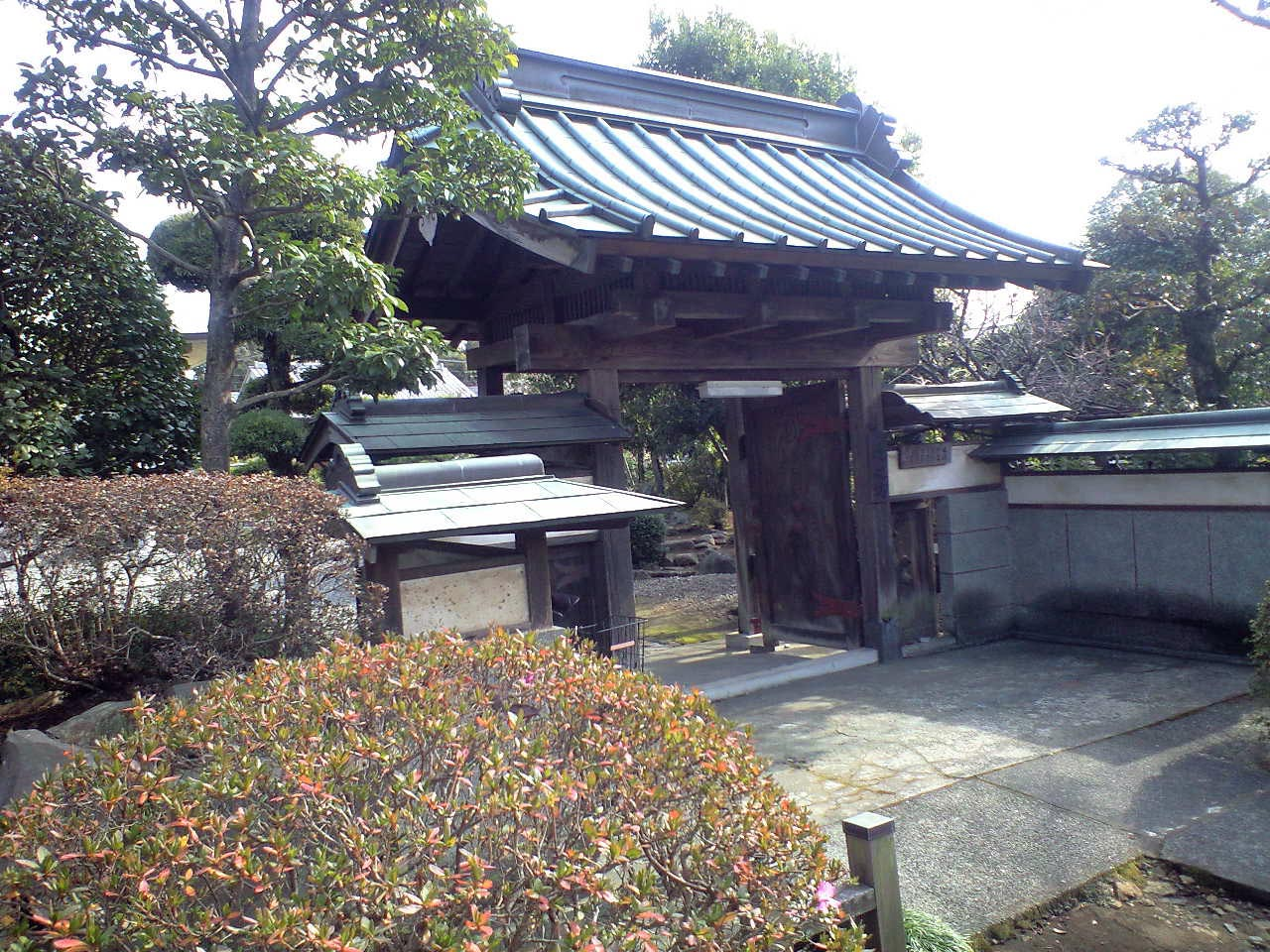
辻之坊山門（沼津城中庭の門を移築したものと伝えられている）
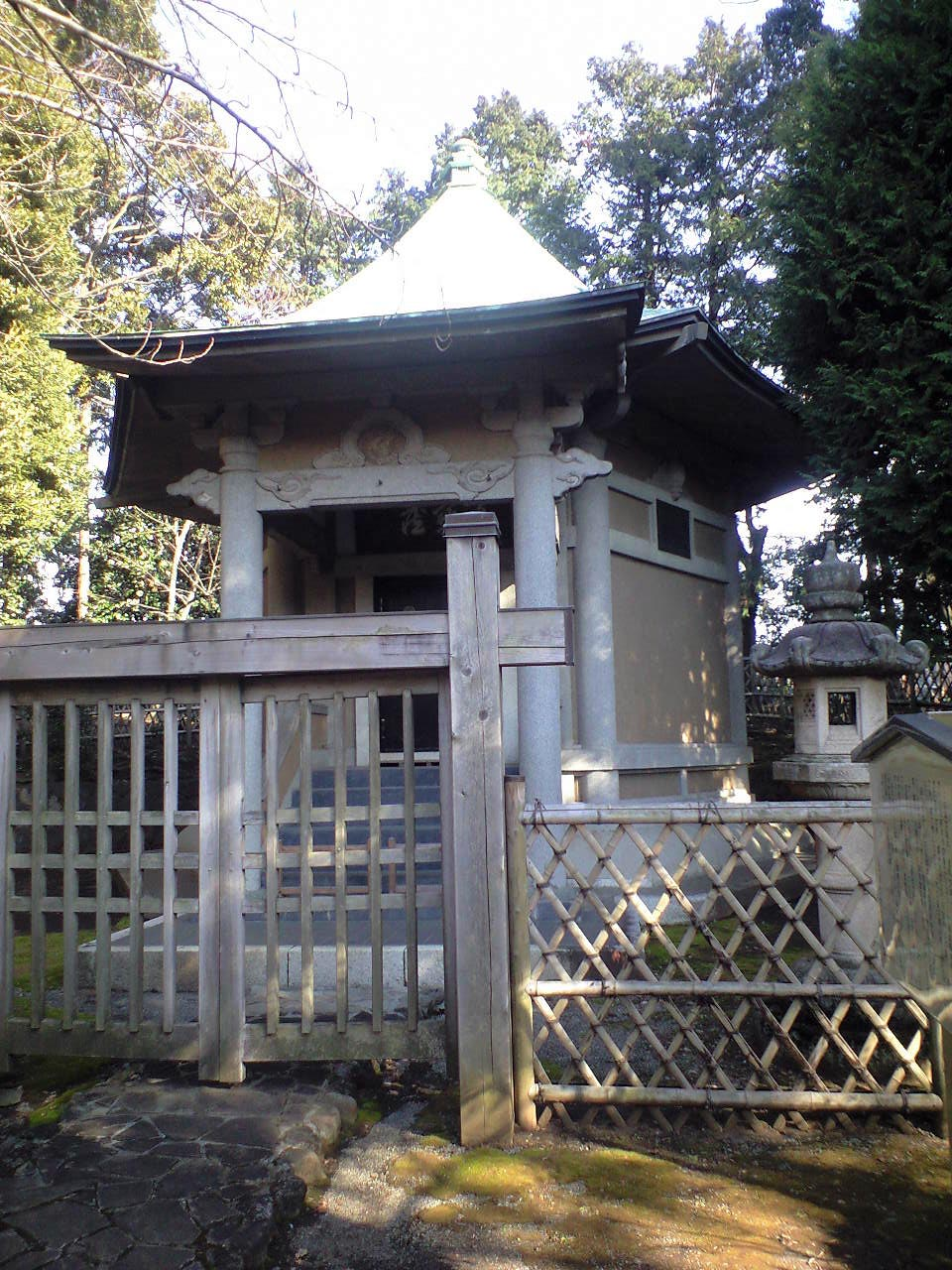
御宝蔵

## 宝物

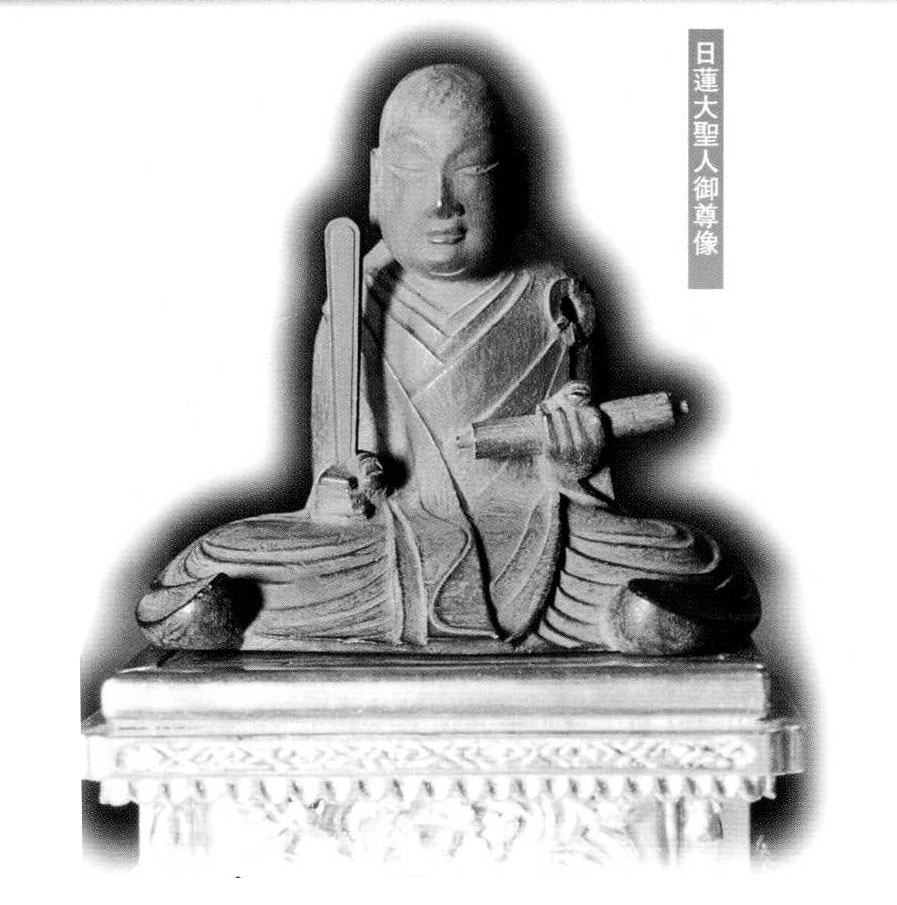
日法作の御影

宗祖日蓮大聖人曼荼羅 5幅
全て山中喜八の『御本尊集目録』に収録されている。
中でも弘安元年11月の28紙継ぎの曼荼羅は、現存する宗祖筆の曼荼羅の中で最大。（2349×1249mm）

日法聖人作宗祖御影
日法聖人彫刻の御影。以下パンフレットの記述
日蓮大聖人御尊像
彫刻の名手として名高い日法聖人の謹刻。御開眼（かいげん）の後、少しお気に召さぬところがあり鑿〈のみ〉を当てたところ清血が流れた。一たび御開眼の後はただの木像ではない、「生きておられる」と驚き疎漏を悔いられた。これを伝え「血流れの祖師」と云う。」

## 文化財

### 重要文化財
宝物集（ほうぶつしゅう）巻第一
1287年（弘安10年）日春の書写。宮内庁書陵部本と並ぶ『宝物集』の最古写本。

### 登録有形文化財
光長寺御宝蔵
1926年（大正15年）起工、翌1927年（昭和2年）完成。1929年（昭和4年）に宝物収納法要を行った。

### 静岡県指定文化財
法門聴聞集
1994年（平成6年）指定。

## その他
- 桜の名所として有名で、春になると多くの人々が訪れる。
- 付近には光長寺幼稚園と光長保育園がある。
- 現住は78世石田日信貫首。

## 所在地
静岡県沼津市岡宮1055

## 交通アクセス
東海道新幹線「三島駅」より車で15分